# Paulus Traudenius
Paulus Traudenius oder Paul Trudens (* ? in Gouda; † 9. Juli 1643 in Batavia) war ein Kaufmann und Beamter der Niederländischen Ostindien-Kompanie und von 1640 bis 1643 Gouverneur von Niederländisch-Formosa. In seine Amtszeit fiel die Eroberung Spanisch-Formosas durch die Niederländer.

## Leben
Traudenius stammte aus Gouda, sein Geburtsdatum ist unbekannt. Als Kaufmann und späterer Oberkaufmann war er in Diensten der Niederländischen Ostindien-Kompanie seit 1628 in Tayouan (heute Anping) auf Formosa (Taiwan) sowie seit 1633 in Quinam (Vietnam) tätig. 1640 wurde er zum Gouverneur Niederländisch-Formosas ernannt.

### Eroberung Spanisch-Formosas
Zeitgleich zu den Niederländern im Süden hatten sich die Spanier im Norden Taiwans etabliert. Traudenius erhielt den Auftrag, ihnen ihre Besitzungen abzunehmen. In einem Brief vom 26. August 1641 forderte er den Gouverneur Spanisch-Formosas, Gonzalo Portillo, auf, die Besitzungen kampflos zu übergeben:

„Mein Herr,
ich habe die Ehre, Ihnen mitzuteilen, dass ich das Kommando über eine beträchtliche See- und Militärstreitmacht erhalten habe, in der Absicht, mich auf friedliche oder andere Weise der Festung Santissima Trinidad auf der Insel Ke-lung, deren Gouverneur Ihre Exzellenz ist, zu bemächtigen.
Gemäß dem Brauch christlicher Nationen, ihre Absichten bekanntzumachen, bevor Feindseligkeiten begonnen werden, fordere ich Ihre Exzellenz hiermit auf, sich zu ergeben. Sollte Ihre Exzellenz geneigt sein, unsere Kapitulationsbedingungen in Betracht zu ziehen und mir die Festung Santissima Trinidad und andere Zitadellen auszuhändigen, werden Ihre Exzellenz und Ihre Truppen guten Willens nach den Gepflogenheiten und Sitten des Krieges behandelt werden; sollte Ihre Exzellenz sich jedoch dieser Aufforderung verschließen, wird es keinen anderen Weg als den der Waffen geben. Ich hoffe, dass Ihre Exzellenz dem Inhalt dieses Briefes sorgfältige Aufmerksamkeit schenken und sinnloses Blutvergießen vermeiden wird, und bitte Sie, mir unverzüglich und in wenigen Worten Ihre Antwort mitzuteilen.
Möge Gott Ihre Exzellenz viele Jahre behüten,
Ihrer Exzellenz Freund
PAULUS TRAUDENIUS“

Portillo lehnte umgehend ab, worauf die Niederländer mit den Feindseligkeiten begannen. Im folgenden Jahr mussten die Spanier kapitulieren und Nordtaiwan wurde von der Niederländischen Ostindien-Kompanie in Besitz genommen.
Traudenius war zweimal verheiratet. 1633 heiratete er in Batavia die aus Rotterdam gebürtige Elisabeth de Meester. Seine zweite Frau war Adriana Quina, die Witwe Johan van der Burgs, des Vorgängers Traudenius' im Gouverneursamt. Die Ehe wurde 1641 in Fort Zeelandia geschlossen.
1643 wurde Traudenius nach Batavia zurückberufen, wo er kurz darauf starb.